# Zeihen

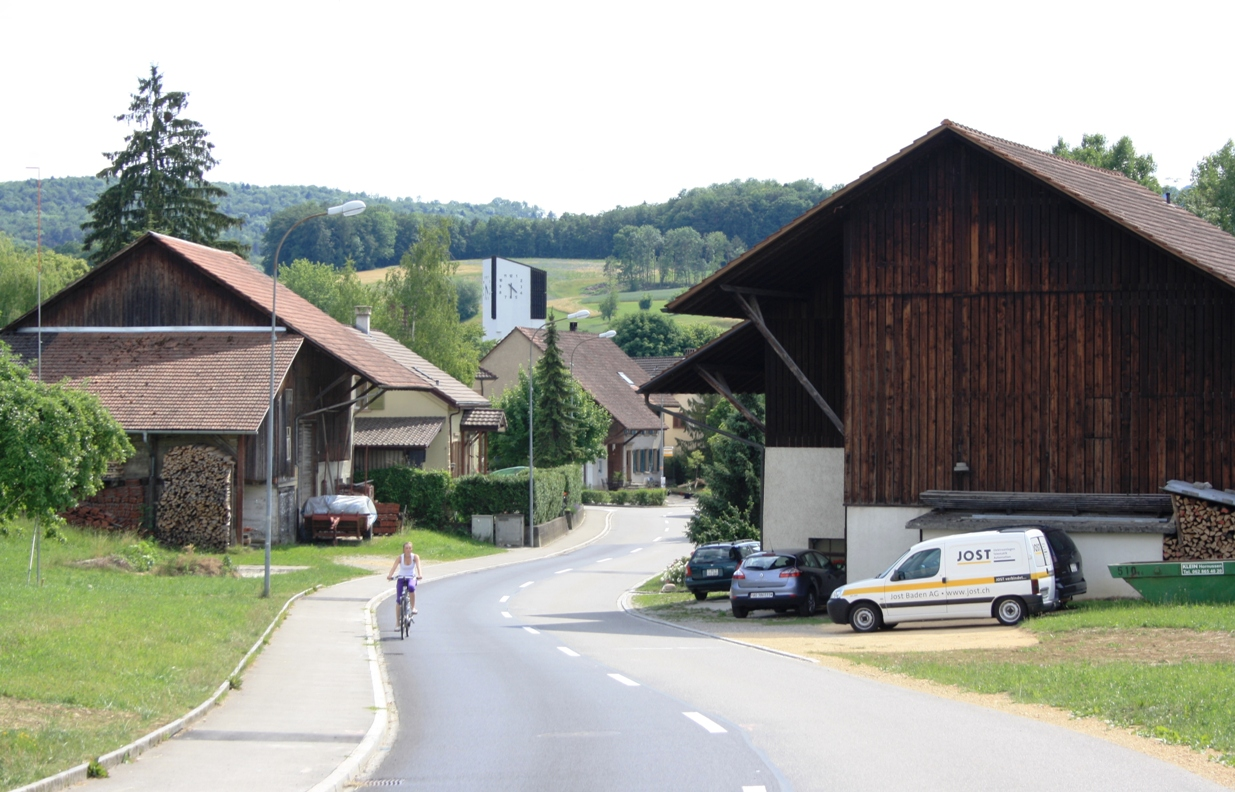
Zeihen.

Zeihen (schweizertyska: Zäie) är en ort och kommun i distriktet Laufenburg i kantonen Aargau, Schweiz. Kommunen har 1 276 invånare (2023). I kommunen finns även byn Oberzeihen.